# Psenopsis intermedia
Psenopsis intermedia är en fiskart som beskrevs av Piotrovsky, 1987. Psenopsis intermedia ingår i släktet Psenopsis och familjen svartfiskar. Inga underarter finns listade i Catalogue of Life.